# Планински минзухар
Планински минзухар (Crocus veluchensis) е растение от род Минзухар. Балкански ендемит. Среща се и в България. Видът не е защитен.

## Разпространение
Видът е разпространен в Южните планински части на Балканския полуостров в централна и южна Албания, Македония, България и централна и северна Гърция. В България е разпространен в Предбалкана и Стара планина, Витоша, Знеполе, Западни гранични планини, Славянка, Беласица, Пирин, Рила, Средна гора и Родопите.

## Местообитание
Видът расте при надморска височина от 800 до 2500 м. Предпочита горски поляни, ливади и гори, често край топящи се снежни преспи.

## Описание
Многогодишно тревисто растение с подземно коренище във вид на грудка. Стъблото е изправено, високо от 8 до 20 cm. Листата са теснолинейни. Цветовете са единични, с 6 еднакви тъмнолилави, сини или по-рядко бели венчелистчета, разположени в два кръга по три. Обвивката на грудголуковицата не отделя пръстенчета в основата. Всеки цвят е обхванат с по две ципести влагалища. Цъфти през март и април.